# 音羽屋
音羽屋（おとわや）は、歌舞伎役者の屋号。
初代尾上菊五郎の父・半平は、京の都萬太夫座（みやこ まんだゆう ざ）付き芝居茶屋の出方を営んでいたが、生まれたのが東山の清水寺にほど近い地だったことから、その境内の「音羽の滝」にちなんで、自らを音羽屋半平（おとわや はんぺい）と名乗っていたことがその名の由来。
音羽屋の代表的な名跡には以下のものがある。なお参考までに定紋も併せて記した。

## 宗家
| 屋号            | 名跡                               | 定紋                                     | 定紋 |
| --------------- | ---------------------------------- | ---------------------------------------- | ---- |
| おとわや 音羽屋 | おのえ きくごろう 尾上菊五郎       | かさねおうぎに だきがしわ 重ね扇に抱き柏 |      |
| おとわや 音羽屋 | おのえ きくのすけ 尾上菊之助       | かさねおうぎに だきがしわ 重ね扇に抱き柏 |      |
| おとわや 音羽屋 | おのえ うしのすけ 尾上丑之助       | かさねおうぎに だきがしわ 重ね扇に抱き柏 |      |
| おとわや 音羽屋 | おのえ ばいこう 尾上梅幸           | かさねおうぎに だきがしわ 重ね扇に抱き柏 |      |
| おとわや 音羽屋 | おのえ くろうえもん 尾上九朗右衛門 | かさねおうぎに だきがしわ 重ね扇に抱き柏 |      |
| おとわや 音羽屋 | おのえ うこん 尾上右近             | かさねおうぎに だきがしわ 重ね扇に抱き柏 |      |
| おとわや 音羽屋 | おのえ えいざぶろう 尾上榮三郎     | かさねおうぎに だきがしわ 重ね扇に抱き柏 |      |
| おとわや 音羽屋 | おおかわはしぞう 大川橋蔵          | かさねおうぎに だきがしわ 重ね扇に抱き柏 |      |
| おとわや 音羽屋 | おのえ まほろ 尾上眞秀             | かさねおうぎに だきがしわ 重ね扇に抱き柏 |      |

## 門弟筋
| 屋号            | 名跡                             | 定紋                               | 定紋 |
| --------------- | -------------------------------- | ---------------------------------- | ---- |
| おとわや 音羽屋 | おのえ しょうろく 尾上松綠       | よつわに だきがしわ 四つ輪に抱き柏 |      |
| おとわや 音羽屋 | おのえ たつのすけ 尾上辰之助     | よつわに だきがしわ 四つ輪に抱き柏 |      |
| おとわや 音羽屋 | おのえ さこん 尾上左近           | よつわに だきがしわ 四つ輪に抱き柏 |      |
| おとわや 音羽屋 | おのえ まつすけ 尾上松助         | だきわかまつ 抱き若松              |      |
| おとわや 音羽屋 | おのえ まつや 尾上松也           | だきわかまつ 抱き若松              |      |
| おとわや 音羽屋 | ばんどう ひこさぶろう 坂東彦三郎 | おとわや つるのまる 音羽屋鶴の丸   |      |
| おとわや 音羽屋 | ばんどう らくぜん 坂東楽善       | おとわや つるのまる 音羽屋鶴の丸   |      |
| おとわや 音羽屋 | ばんどう かめさぶろう 坂東龜三郎 | おとわや つるのまる 音羽屋鶴の丸   |      |
| おとわや 音羽屋 | ばんどう かめぞう 坂東龜藏       | おとわや つるのまる 音羽屋鶴の丸   |      |
| おとわや 音羽屋 | ばんどう たけさぶろう 坂東竹三郎 | おとわや つるのまる 音羽屋鶴の丸   |      |
| おとわや 音羽屋 | おのえ たみぞう 尾上多見藏       | きちびし 吉菱                      |      |
| おとわや 音羽屋 | おのえ たがのじょう 尾上多賀之丞 | きくづる 菊鶴                      |      |
| おとわや 音羽屋 | おのえ うざぶろう 尾上卯三郎     | （不詳）                           |      |